# ファアティンガ・レマル
ファアティンガ・レマル（Fa'atiga Lemalu、1989年4月17日 - ）は、マナワツに所属しているラグビー選手。

## プロフィール
- ニュージーランド・オークランド出身[1]。
- ポジションはロック(LO)、フランカー(FL)。
- 身長 201cm、体重 115kg。
- ニックネームはティンガ。
- サモア代表キャップは25（2020年2月現在）。

## 来歴
5歳からラグビーを始めた。
デ・ラ・サールカレッジ、マリスト、パパトエトエを経て、2013年、宗像サニックスブルースに加入。同年9月7日に行われたトップキュウシュウAのJR九州サンダース戦に先発出場で日本での公式戦初出場を果たした。
2015年12月にはスーパーラグビーサンウルブズのメンバーに選ばれた。
2017年、宗像サニックスブルースを退団後、オークランド、ヨークシャー・カーネギーを経て、2019年、コーニッシュ・パイレーツに加入。
2021年、マナワツに加入。